# Adrian Nicolescu
Adrian Nicolescu (n. 1933 – d. 2021) a fost un specialist în istoria civilizației și mentalităților culturale britanice. A fost profesor consultant la Facultatea de Limbi și Literaturi Străine din cadrul Universității din București.

## Activitate academică
A fost cercetător la Institutul Național de Științe Pedagogice, Visiting Lecturer la Universitățile din Londra și Cambridge, Honorary Research Fellow al Universității Bradford ca bursier UNESCO, șef al Catedrei de Limbă și Literatură Engleză la Universitatea din București, prodecan și prorector al acestei universități, președintele Comisiei de Științe Umaniste din CNEEA a Parlamentului României. A ținut conferințe la câteva dintre marile universități din Europa. Director onorific al Centrului de Studii Culturale Britanice din Facultatea de Limbi și Literaturi Străine din București. Este autorul primei istorii a civilizației britanice apărută în România: Istoria Civilizației Britanice, Institutul European, 1999-2008.

## Premii
- Premiul Asociației Editorilor din România pentru Cartea de Știință, 2002
- Premiul Academiei Române "A.D.Xenopol", 2005